# Produit de Wallis

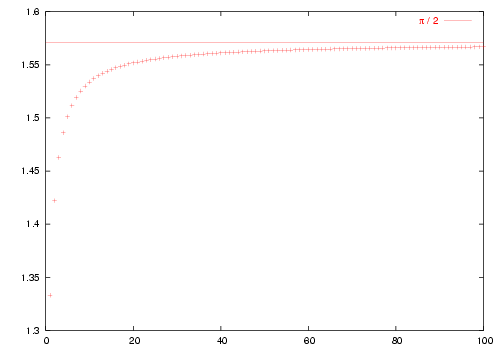

En mathématiques, le produit de Wallis, ou formule de Wallis, est une expression de la moitié de la constante π sous la forme d'un produit infini, énoncée en 1656 par John Wallis, dans son ouvrage Arithmetica infinitorum.

## Expression
Ce produit peut s'écrire sous la forme :
{\displaystyle {\frac {\pi }{2}}={\frac {2}{1}}\times {\frac {2}{3}}\times {\frac {4}{3}}\times {\frac {4}{5}}\times {\frac {6}{5}}\times {\frac {6}{7}}\times {\frac {8}{7}}\times {\frac {8}{9}}\cdots {\frac {2n}{2n-1}}\times {\frac {2n}{2n+1}}\cdots }
soit, de façon plus condensée :
{\displaystyle {\frac {\pi }{2}}=\prod _{n=1}^{\infty }{\frac {(2n)(2n)}{(2n-1)(2n+1)}}=\prod _{n=1}^{\infty }{\frac {4n^{2}}{4n^{2}-1}}=\prod _{n=1}^{\infty }\left(1+{\frac {1}{4n^{2}-1}}\right)}
ou encore :
{\displaystyle {\frac {\pi }{2}}=2\prod _{k=1}^{\infty }{\frac {(2k)(2k+2)}{(2k+1)(2k+1)}}=2\prod _{k=1}^{\infty }{\frac {(2k+1)^{2}-1}{(2k+1)^{2}}}=2\prod _{k=1}^{\infty }\left(1-{\frac {1}{(2k+1)^{2}}}\right).}
Une formulation équivalente est :
{\displaystyle \pi =\lim _{n\rightarrow +\infty }{\frac {1}{n}}{\frac {2^{2}\times 4^{2}\times 6^{2}\cdots (2n)^{2}\,\,\,\,\,\,\,\,\,}{1^{2}\times 3^{2}\times 5^{2}\cdots (2n-1)^{2}}}=\lim _{n\rightarrow +\infty }{\frac {1}{n}}\prod _{k=1}^{n}{\frac {(2k)^{2}}{(2k-1)^{2}}}}.

## Démonstration
On peut démontrer cette égalité à l'aide des intégrales de Wallis.
C'est aussi une conséquence directe de la formule d'Euler-Wallis pour la fonction sinus (qui est un exemple de factorisation de Weierstrass) :
{\displaystyle {\frac {\sin(x)}{x}}=\prod _{n=1}^{\infty }\left(1-{\frac {x^{2}}{n^{2}\pi ^{2}}}\right)}
appliquée à x = π/2 :
{\displaystyle {\frac {2}{\pi }}=\prod _{n=1}^{\infty }\left(1-{\frac {1}{4n^{2}}}\right)=\prod _{n=1}^{\infty }{\frac {4n^{2}-1}{4n^{2}}}\quad {\rm {donc}}\quad {\frac {\pi }{2}}=\prod _{n=1}^{\infty }{\frac {4n^{2}}{4n^{2}-1}}}.

## Vitesse de convergence
La vitesse de convergence, lorsque N tend vers l'infini, de la suite des produits finis
{\displaystyle P_{N}=\prod _{n=1}^{N}{\frac {4n^{2}}{4n^{2}-1}}}
est assez lente, l'écart avec π/2 étant un O(1/N). Cette suite n'est donc pas utilisée numériquement pour calculer des valeurs approchées de π. La précision peut cependant être améliorée en multipliant PN par un développement limité dont les premiers termes sont :
{\displaystyle 1+{\frac {1}{4N}}-{\frac {3}{32N^{2}}}+{\frac {3}{128N^{3}}}+o\left({\frac {1}{N^{3}}}\right).}
Ainsi, pour N = 10, on obtient :
{\displaystyle P_{N}\simeq 1{,}533851903}
{\displaystyle \left(1+{\frac {1}{4N}}\right)P_{N}\simeq 1{,}572198201}
{\displaystyle \left(1+{\frac {1}{4N}}-{\frac {3}{32N^{2}}}\right)P_{N}\simeq 1{,}570760215}
{\displaystyle \left(1+{\frac {1}{4N}}-{\frac {3}{32N^{2}}}+{\frac {3}{128N^{3}}}\right)P_{N}\simeq 1{,}570796164}
alors que
{\displaystyle {\frac {\pi }{2}}\simeq 1{,}570796327.}